# Касові операції
Касові операції (англ. cash operations) — сукупність дій фінансово–кредитних установ, пов'язаних з рухом фінансових ресурсів та цінностей.
Касові операції розрізняють:
1) операції підприємств, установ та організацій, пов′язаних з оприбуткуванням та видачею готівкових грошей;
2) фінансові операції з готівкою, цінними паперами високої ліквідності;
3) операції на біржі, що потребують розрахунку не пізніш як за один день до укладання угод.
Порядок здійснення касових операцій в Україні регламентує Національний банк.

## Касові операції банків
Касові операції банків — операції з видачі готівки, її приймання, обміну не придатних до обігу банкнот (монет) та виведених з обігу на придатні до обігу банкноти (монети), банкнот на монети, монет на банкноти, банкнот (монет) одного номіналу на банкноти (монети) іншого номіналу, вилучення з обігу сумнівних банкнот (монет), валютно–обмінні операції та операції з банківськими металами, а також операції з приймання на інкасо банкнот іноземної валюти та чеків в іноземній валюті, інших цінностей, які обліковуються на позабалансових рахунках. Касові операції банку пов'язані з обслуговуванням готівкового обігу. Касові операції є базовими комісійно–посередницькими банківськими операціями.
Організація касової роботи банків здійснюється відповідно до Інструкції про ведення касових операцій банками в Україні (Постанова Правління Національного банку № 174 від 01.06.2011), яка встановлює порядок і вимоги щодо здійснення банками, їх філіями та відділеннями касових операцій у національній та іноземній валюті, регулює взаємовідносини банків (філій, відділень) з відділами (управлінням) грошового обігу в регіоні Департаменту грошового обігу, Центральним сховищем Національного банку України, іншими банками (філіями, відділеннями) та клієнтами з цих питань.  
До касових операцій в банку належать:
1. приймання через касу банку готівки національної та іноземної валюти від клієнтів для зарахування на власні рахунки та рахунки інших юридичних і фізичних осіб або на відповідний рахунок банку (філії, відділення);
2. видача готівки в національній та іноземній валюті клієнтам з їхніх рахунків за видатковими касовими документами через касу банку або із застосуванням платіжних карток чи відповідного рахунку банку через його касу або банкомат;
3. приймання від фізичних і юридичних осіб готівки в національній та іноземній валюті для переказу і виплати отримувачу суми переказу в готівковій формі;
4. отримання банком (філією, відділенням) у відділах (управлінні) грошового обігу в регіоні, Центральному сховищі підкріплення готівкою та здавання надлишків, у тому числі пачок банкнот у касетах;
5. вилучення з обігу сумнівних банкнот (монет) та відправлення їх на дослідження;
6. обмін клієнтам непридатних для обігу банкнот (монет) одного номіналу на банкноти (монети) іншого номіналу;
7. валютообмінні операції;
8. прийняття на інкасо банкнот іноземних держав та іменних чеків
9. операції з банківськими металами[3].

## Касові операції підприємства
Касові операції підприємства — операції суб'єктів господарювання між собою та з фізичними особами, пов'язані з прийманням і видачею готівки під час проведення розрахунків через касу з відображенням цих операцій у відповідних книгах обліку. Оформлення касових операцій здійснює касир підприємства, який несе повну матеріальну відповідальність за збереження всіх прийнятих ним цінностей.